# خوانا بولا مانسو
خوانا بولا مانسو دي نورونها (بالإسبانية: Juana Manso)‏ (26 يونيو 1819 – 24 أبريل 1875) كانت كاتبة، ومُترجمة، وصحفيّة ونسوية أرجنتينية. وُلدت خوانا في بوينس آيرس بالأرجنتين. شغلت منصب رئيسة تحرير مجلة نسوية بدأت في عام 1852 في البرازيل، ثم انتقلت للعمل في مجلّة نسويّة أخرى وواصلت في نفس الوقت أعمالها في النشر والتحرير.